# Schazker Seen
Die Schazker Seen (ukrainisch Шацькі озера) sind eine Seengruppe im äußersten Nordwesten der Ukraine im Rajon Kowel innerhalb der Oblast Wolyn.
Das Gebiet wurde am 23. November 1995 mit einer Fläche von 32.850 Hektar als international bedeutendes Feuchtgebiet nach der Ramsar-Konvention ausgewiesen sowie von BirdLife International als Important Bird Area.

## Geographie
Das Feuchtgebiet ist eines der größten und besterhaltenen in der Region. Der größte See der Seengruppe ist der Switjas-See. Mit einer maximalen Tiefe von 58 Metern ist er zugleich der tiefste See der Ukraine. Weitere Seen sind der Pulemezke-, Luky-, Ljuzymyr-, Ostriwske- und Peremut-See sowie noch andere. Insgesamt sind es 23 Seen. Das Ramsar-Gebiet grenzt im Westen direkt an Polen und im Nordosten an Belarus. Es liegt auf einer Höhe zwischen 158 und 189 Metern und ist Teil des Nationalparks Schazk. Die namensgebende Siedlung Schazk liegt innerhalb des Ramsar-Gebiets südöstlich des Switjas-Sees.
Die jährliche Niederschlagsmenge in der Region liegt bei etwa 600 mm, die mittlere Jahrestemperatur bei 7,5 °C.
Die höchste Wassertemperatur wird im Juli mit 24 bis 25 °C erreicht. Zwischen 2015 und 2017 nahm der Wasserspiegel der Seen jeweils um 30 bis 50 cm ab, sodass sich die Uferbereiche um 20 bis 30 m verlagerten. 2018 lag der Wasserspiegelrückgang bei meist nicht mehr als 25 bis 35 cm. Das Wasser der Seen speist sich hauptsächlich aus Regenwasser und ist meist sehr sauber und transparent.
| Name            | Ukrainischer Name                      | Fläche  | max. Tiefe |
| --------------- | -------------------------------------- | ------- | ---------- |
| Switjas-See     | Озеро Світязь                          | 2519 ha | 58 m       |
| Pulemezke-See   | Озеро Пулемецьке                       | 1588 ha | 19 m       |
| Luky-See        |                                        | 688 ha  | 3,2 m      |
| Peremut-See     | Озеро Перемут                          | 146 ha  | 6,7 m      |
| Ostriwske-See   | Остров'янське озеро Ostrowjanske osero | 257 ha  | 3,8 m      |
| Pissotschne-See | Пісочне озеро                          | 189 ha  | 16,2 m     |
| Ljuzimer-See    | Люцимир Ljuzymyr                       | 430 ha  | 11 m       |

## Flora und Fauna
Innerhalb des Feuchtgebiets wurden 825 verschiedene Pflanzenarten gezählt, darunter 44 die auf der ukrainischen Roten Liste gefährdeter Arten geführt werden. Einige seltene Pflanzenarten aus der ukrainischen Roten Liste gefährdeter Arten oder Anhang I der Berner Konvention sind Wasserfalle, Strauch-Birke, Braunrote Stendelwurz, Vogel-Nestwurz, Zweiblättrige Waldhyazinthe, Schatten-Segge, Fleischfarbenes Knabenkraut, Sprossender Bärlapp, Mittlerer Sonnentau, Gemeines Fettkraut und das Rote Waldvöglein, eine Orchideenart.
Des Weiteren wurden 365 Arten an Wirbeltieren beobachtet, darunter 253 Vogel-, 59 Säugetier-, 33 Knochenfisch-, 13 Amphibien- und 7 Reptilienarten. Von diesen sind 77 in der Ukraine auf der Roten Liste gefährdeter Arten aufgeführt, darunter die Vogelarten Schwarzstorch, Zwergschwan, Schellente, Eiderente, Weißkopf-Ruderente, Mittelsäger, Kranich, Fischadler, Kornweihe, Seeadler, Steinadler, Schelladler, Schlangenadler, Wanderfalke, Stelzenläufer, Austernfischer, Teichwasserläufer, Regenbrachvogel, Raubseeschwalbe, Uhu, Raubwürger und Seggenrohrsänger. Die Zahl der im Feuchtgebiet brütenden Wasservögel wird auf 6000 bis 10.000 Paare geschätzt. Darunter fallen 800 bis 1000 Paare von Blässhühnern, 400 bis 500 Paare von Stockenten, 380 bis 400 Paare von Haubentauchern, 240 bis 260 Paare von Tafelenten, 200 bis 220 Paare von Steppenmöwen, 100 bis 120 Paare von Lachmöwen, 70 bis 100 Paare von Graureihern, 35 bis 45 Paare von Graugänsen, 25 bis 35 Paaren von Seggenrohrsängern, 18 bis 25 Paare von Rohrdommeln, 10 bis 15 Paare von Höckerschwänen, 2 bis 5 Paare von Großen Brachvögeln und 2 bis 3 Paare von Moorenten.

Wasservögel an den Schazker Seen
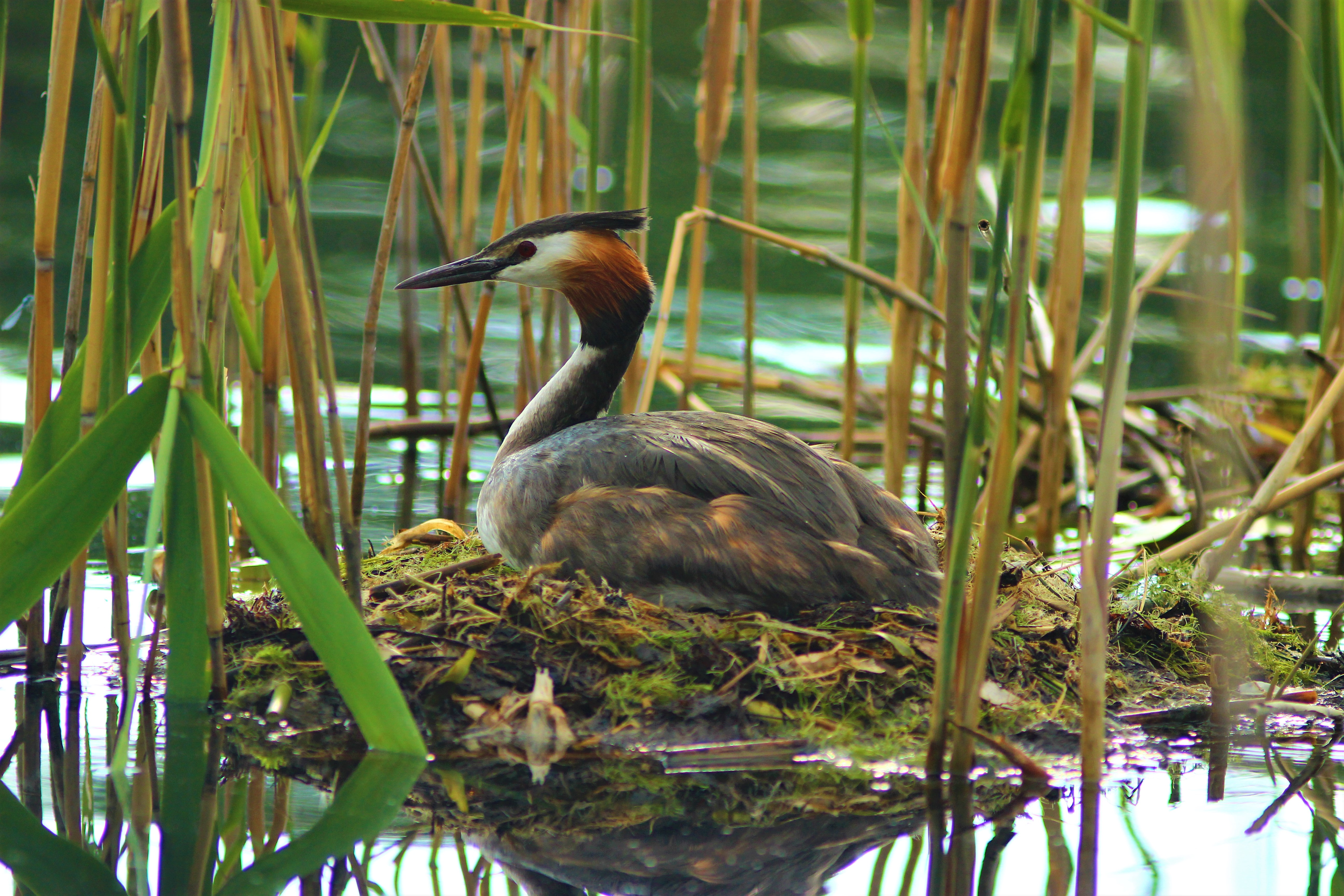
Haubentaucher am Pissotschne-See
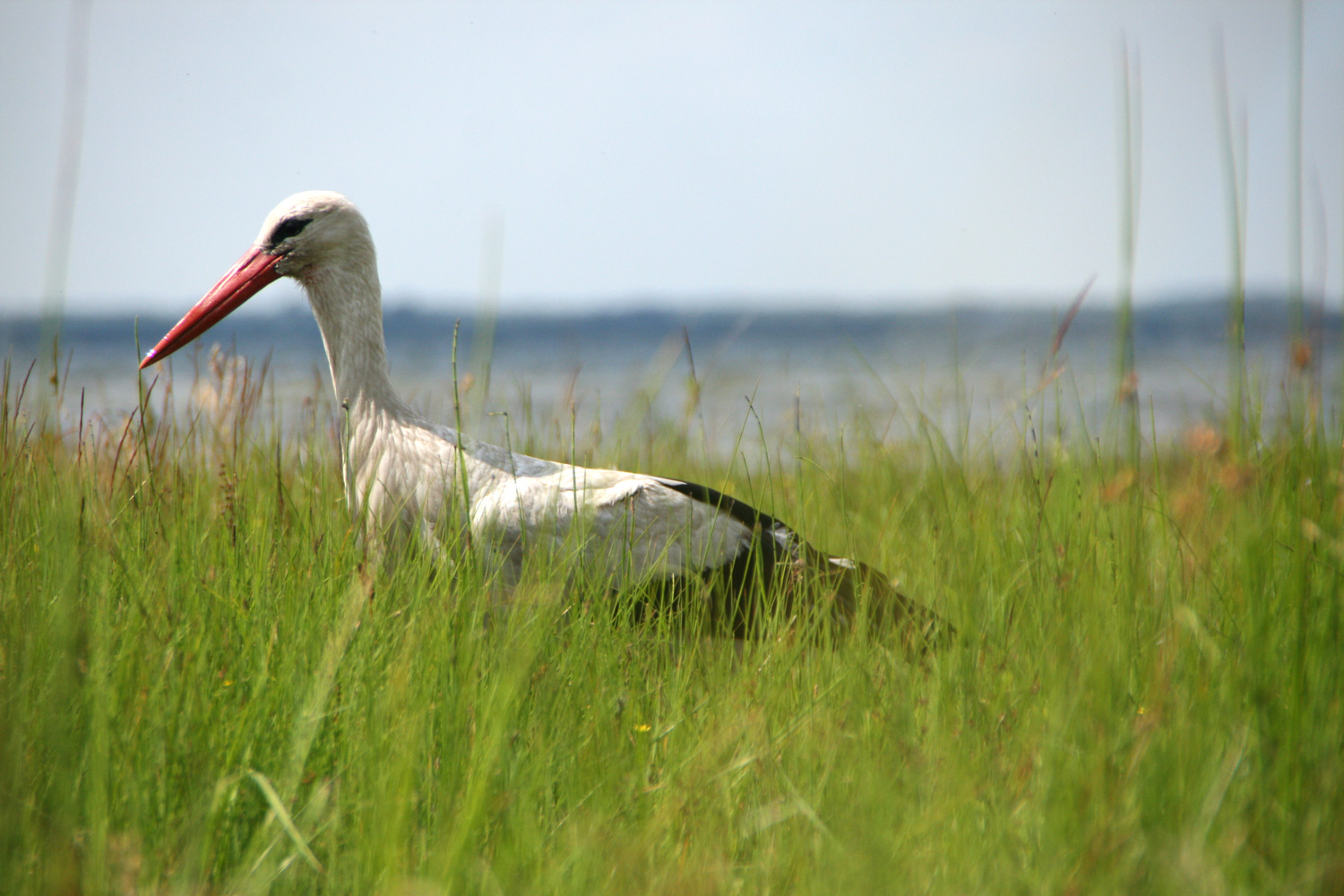
Weißstorch am Switjas-See
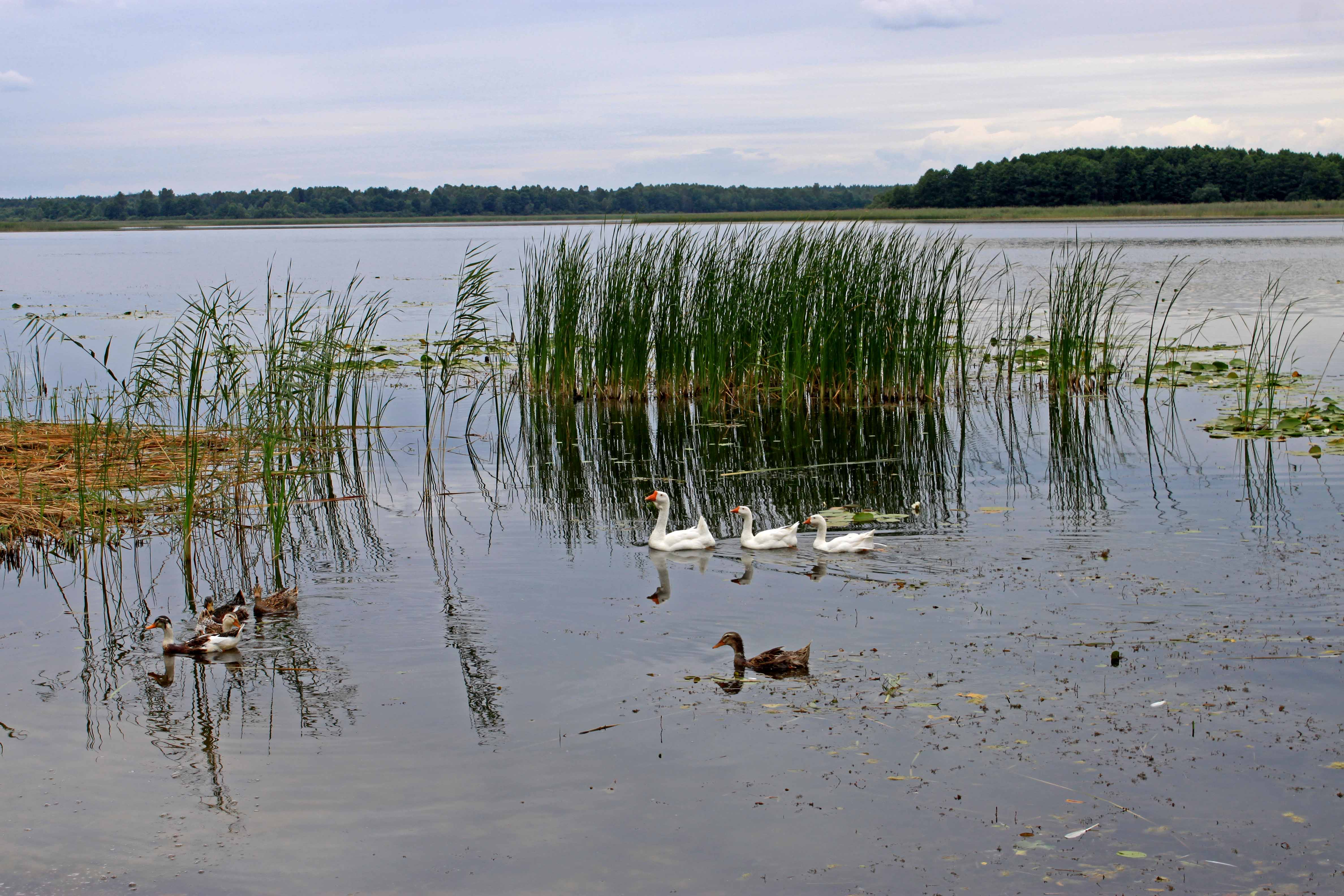
Enten und Gänse im Pulmezke-See